# Österunda distrikt
Österunda distrikt är ett distrikt i Enköpings kommun och Uppsala län. 
Distriktet ligger norra delen av kommunen. 

## Tidigare administrativ tillhörighet
Distriktet inrättades 2016 och utgörs av socknen Österunda i Enköpings kommun.
Området motsvarar den omfattning Österunda församling hade vid årsskiftet 1999/2000.